# SŽD-Baureihe ЭР7
Der ЭР7 (ER7) ist ein bei der Rigaer Waggonfabrik (RVR) in der Lettischen SSR gebauter Triebzug, der speziell im Vorortverkehr eingesetzt wurde. Er war eine Wechselstrom-Variante der SŽD-Baureihe ЭР1 und der erste in der UdSSR gebaute Triebwagen für Wechselstrom. Neben einer aus zwei Wagen bestehenden Versuchseinheit wurden vier Triebzüge, bestehend aus zehn Wagen, bis 1962 gefertigt. Aus den Fahrzeugen entstand, aufbauend auf den Erfahrungen ihres Betriebes, später die SŽD-Baureihe ЭР9. Auf Grund der geringen Stückzahl gefertigter Fahrzeuge wurden die Triebwagen bereits 1972 ausgemustert.

## Projektierung
Die Elektrifizierung der Eisenbahn in der ehemaligen UdSSR sollte sich in den 1950er Jahren auch mit Netzen mit Wechselstrom vergrößern. Dafür waren nicht nur Elektrolokomotiven, sondern auch Elektrotriebwagen vorgesehen. Bereits 1954 entstand in dem Moskauer Elektromaschinenfabrik Dynamo ein Skizzenprojekt der Elektroausrüstung von Motorwagen-Elektrosektionen für Wechselstrom mit einer Spannung von 20 kV und einer Frequenz von 50 Hz. Das Projekt lief in zwei Richtungen; ein Fahrzeug mit Fahrmotoren für pulsierenden Strom (für diese Sektionen wurden Ignitronen als Gleichrichter verwendet), eine zweite Fahrzeugvariante wurde mit Kollektor-Elektrofahrmotoren verwendet. Sämtliche Planungen für Elektrotriebwagen liefen von jetzt an in beide Varianten.
Im Januar 1958 wurden beide Projekte der Lokomotiv-Kommission der wissenschaftlich-technischen Vereinigung des Ministeriums für Eisenbahn und Nachrichtenwesens vorgestellt. Dieses empfahl nach Betrachtung den Bau des ersten in der damaligen UdSSR verwendeten Motorwagenzuges mit Wechselstrom für die Variante der Anwendung mit ignitronen Gleichrichtern, eingeschlossen über das Schema mit Brücken und der Verwendung von Elektrofahrmotoren mit pulsierendem Strom. Außerdem wurden noch einige Überarbeitungen des Projektes empfohlen, so sollte die Spannung jetzt 25 kV betragen. So erschien zum Ende des Jahres 1958 bei den Rīgas Vagonbūves Rūpnīca das Arbeitsprojekt eines 10-Wagen-Zuges für Wechselstrom und 25 kV. Die Komponenten des Elektrozuges waren so wie bei dem ЭР1 angeordnet: fünf Motorwagen, drei Zwischenwagen als Beiwagen und zwei Steuerwagen als Beiwagen. Zuerst erschien aber 1959 eine Versuchssektion mit einem Motor- und einem Steuerwagen zur Erprobung, Ende 1961 wurden vier 10-Wagen-Züge der Serie ЭР7 gebaut, welche für den Einsatz die Eisenbahnen um Gorki erhielten.

## Die Versuchs-Zweiwagen-Einheit
Nachdem die Zweiwageneinheit 1959 zum Versuch ausgeliefert wurde, war die Serie der Reihe ЭР7 eröffnet wurden. Der Motorwagen besaß eine Masse von 60,75 t, von denen waren 32,2 t auf dem ersten Drehgestell belastet. Der Steuerwagen des Zuges wog 37,9 t. Sie besaßen eine Sitzplatzkapazität von 88 Plätzen. Das äußere Bild des ersten Motorwagens der Reihe ЭР7 unterschied sich wesentlich von den folgenden Serienfahrzeugen; auf dem Dach wurde neben dem Stromabnehmer der luftgesteuerte Hauptschalter ВОВ-25ЭП (WOW-25EP) untergebracht, unter dem Wagen war der Transformator ОЦР1000/25 (OZR1000/25) platziert. Die übrige elektrische Ausrüstung war in speziellen Kammern im Fahrgastabteil untergebracht. In diesen Kammern waren auch die vom Allunions-Elektrotechnischen Institut entwickelten Gleichrichter, bestehend aus vier Ignitronen ИС-200/5 (IS-200/5), die über Brücken vereinigt und luftgekühlt waren, untergebracht. Die Ignitronen-Einheit wurde für eine Spannung von 1650 V Gleichstrom berechnet, sie besaß eine maximale Wendespannung von 5000 V und einen mittleren Strom im Dauer-Regime von 200 A. Durch die gesamte elektrische Ausrüstung betrug die Sitzplatzkapazität des Motorwagens lediglich 22 Sitzplätze.
Der Transformator war ein kernförmiger Typ mit Ölkühlung und einer Nennleistung von 973 kVA. Er besaß vier Wicklungen; die Primärwicklung mit 25 kV, die Traktionswicklung mit einer Leistung von 773 kVA und sieben Anzapfstellen und einer Spannung von 2208 V, eine Wicklung für die Heizung mit einer Leistung  von 100 kVA und einer Spannung von 600 V und die Hilfswicklung mit einer Leistung von 100 kVA und einer Spannung von 220 V. Die Masse des Trafos mit Ölfüllung betrug 3,8 t.
Die Fahrmotoren waren vom Typ РТ-51Г (RT-51G), sie waren für die Arbeit mit pulsierendem Strom errechnet. Sie waren eigenbelüftet und besaßen vier Haupt- sowie vier Nebenpole. Die Fahrmotoren waren in den Rahmen der Drehgestelle aufgehängt, diese geschah wie bei den Elektrozügen der Reihe ЭР2.
Im Januar 1960 wurde die Probesektion für die Überprüfung dem Gleisring des Allrussischen Forschungsinstitutes für Schienenverkehr übergeben. Die Prüfung zeigte die Möglichkeit der Auslieferung der Serienfahrzeuge mit verbesserter Elektroausrüstung, verringerter Masse und vergrößerter Sitzplatzanzahl im Motorwagen.

## Serienfahrzeuge
Der erste Zehn-Wagen-Zug mit der Bezeichnung ЭР7 wurde Anfang 1961 ausgeliefert; die Motor- und Steuerwagen wurden von den Rīgas Vagonbūves Rūpnīca gefertigt, die Zwischenbeiwagen von der Waggonfabrik Twer, die Traktionselektrofahrmotoren die Rigaer Elektromaschinenwerke, die Transformatoren in der Moskauer Elektromaschinenfabrik Dynamo, und die Ignitronen im Allunions- elektrotechnischen Institut.

## Modernisierung der Elektrozüge
Der erste Elektrozug der Serie, der ЭР7.01 verrichtete im April – Mai 1961 erste Fahrten auf dem Abschnitt Oscherelje – Pawelez. Später durchlief er die Prüfung auf dem Gleisring des Allrussischen Forschungsinstitutes für Schienenverkehr. In der ersten Zeit fielen oft die Ignitronen aus oder arbeiteten unbefriedigend (bei Geschwindigkeiten über 100 km/h), beobachtet wurden auch andere Defekte. Da um die Zeit schon die Halbleiterbauart entwickelt war und Vorzüge gegenüber den Ignitronen versprach, bildete sich im Mai 1961 eine Expertenkommission der Staatsbahn und der beteiligten Werke, die eine Überarbeitung der Versuchs-Zweiwagen-Sektion auf Siliziumgleichrichter durchführte. Die Gleichrichter waren unter dem Wagenkasten angeordnet. Der Versuchszug war nach dem Umbau auf dem Gleisring des Allrussischen Forschungsinstitutes für Schienenverkehr eingesetzt und bestätigte die optimistischen Prognosen.
Im Oktober 1961 wurde daraufhin im Ausbesserungswerk auch die Serienwagen des ЭР7.01 auf Halbleiterelemente umgebaut. Bis 1963 wurden auch die anderen Fahrzeuge umgerüstet. Von der Bezeichnung her änderten sich daraufhin die Fahrzeuge zu der Baureihe ЭР7K.
Auf der Grundlage der Fahrzeuge erschienen ab Ende 1961 die Elektrowagen der Serie ЭР9, von da an erschienen ihre Abarten.

## Schicksal der Einheiten
Da die Serie nicht zahlenmäßig groß war, bereitete die Ersatzteilbeschaffung für sie bald große Schwierigkeiten. Schon bald erwies es sich nicht mehr möglich, die Fahrzeuge der Serie ЭР7 zu reparieren. 1972 wurden alle Fahrzeuge der Serie ausgemustert. Bis heute (2014) ist die Einheit ЭР7K.0309/0310, die auf dem Gleisring des Allrussischen Forschungsinstitutes für Schienenverkehr in Schtscherbinka als Laboratorium genutzt wurde, erhalten geblieben. Verschiedene Steuer- und Motorwagen sind in dem Depot Nischni Nowgorod auf der Basis des Vorrates 435 Kilometer erhalten geblieben.